# Borromeïsche ringen

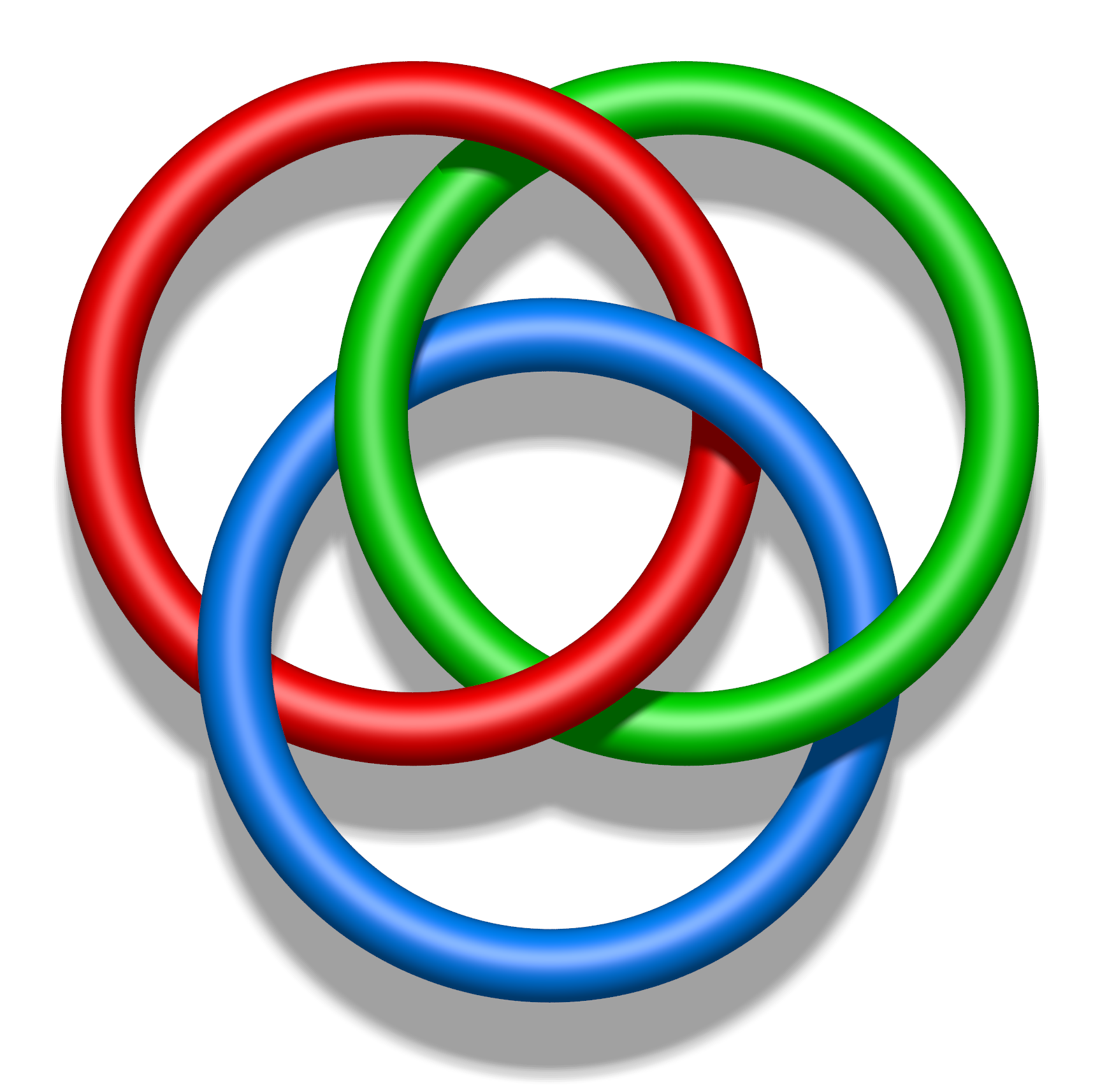
Borromeïsche ringen

Wapen van de familie Borromeo met in het blauwe vlak de Borromeïsche ringen

Borromeïsche ringen zijn drie ringen die Brunniaans verbonden zijn: verwijdering van om het even welke ring maakt de andere twee volledig vrij. Ze zijn genoemd naar de Italiaanse familie Borromeo, die deze ringen in haar wapen voert.
Met cirkelvormige ringen is een dergelijke verbinding onmogelijk, maar met ellipsvormige ringen kan het wel, als ze voldoende excentrisch zijn ten opzichte van de materiaaldikte. Bij verwaarloosbare materiaaldikte volstaat elke ellips die geen cirkel is.
Borromeïsche ringen komen al voor in de boeddhistische kunst uit de 2e eeuw. In christelijke symboliek zijn de Borromeïsche ringen wel gebruikt om de Heilige Drievuldigheid (Trinitas) uit te beelden. De psychoanalyticus Jacques Lacan gebruikte ze om zijn model van de menselijke geest te illustreren: het reële, het denkbeeldige en het symbolische.

Borromeïsche ringen in 13e-eeuws handschrift
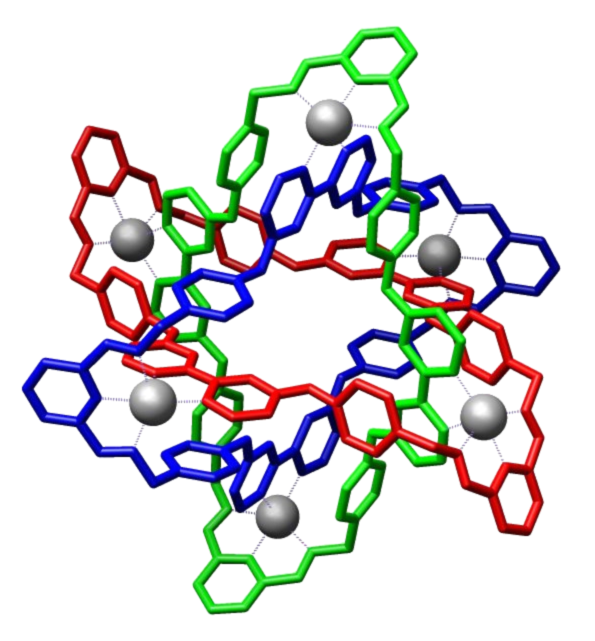
Kristalstructuur van moleculaire Borromeïsche ringen.

## Scheikunde
Borromeïsche ringen komen ook voor in de scheikunde. De moleculaire Borromeïsche ringen zijn de moleculaire tegenhangers van gewone Borromeïsche ringen, die in een moleculair complexe architectuur verwikkeld zitten.